# 귀인중학교
귀인중학교(貴仁中學校)는 대한민국 경기도 안양시 동안구 평촌동에 있는 공립 중학교이다.

## 학교 연혁
- 1992년 3월 13일 : 귀인중학교 설립인가 (교실 23실, 특별실 3실, 관리실 4실)
- 1993년 3월 1일 : 초대 오의영 교장 취임
- 1993년 3월 2일 : 14학급 편성
- 1993년 3월 5일 : 제1회 입학식 (662명 남학생 333명, 여학생 329명)
- 1994년 2월 15일 : 제1회 졸업식(24명)
- 1994년 3월 2일 : 21학급 편성(교사증축 (교실16, 특별실2))
- 2001년 3월 2일 : 교사 증축 (교실 3실, 강당 1실, 특별실 2실)
- 2024년 1월 8일 : 제31회 졸업식(369명, 누계 13,521명)
- 2024년 3월 1일 : 제12대 오지연 교장 취임
- 2024년 3월 4일 : 39학급 편성

## 참고 자료
- 귀인중학교 - 한국교육학술정보원 학교알리미